# Argot
L'argot (IPA: /aʁ.ɡo/)  è un registro linguistico proprio di un gruppo sociale, il cui scopo è escludere gli estranei dalla comunicazione, criptando i messaggi scambiati.
L'argot non è un linguaggio tecnico: quest'ultimo viene utilizzato da professionisti di uno stesso campo, mentre l'argot è specificamente ideato per essere criptico per i non appartenenti al gruppo.
Il concetto è simile, ma non identico, a quello espresso dal termine inglese slang.

## Funzione
Non esiste un solo argot, ma diverse parlate sviluppatesi in varie epoche in seno alle più disparate classi sociali. Ha principalmente due funzioni:
- criptare il messaggio;
- rafforzare il senso di appartenenza al gruppo.

L'importanza attribuita a ciascuna di queste due funzioni dipende dal tipo di argot. La tendenza attuale risiede nel privilegiare la seconda funzione, che comporta quindi il rifiuto del resto della società: un esempio è il francese contemporaneo delle cité, cioè il gergo parlato dagli abitanti delle periferie parigine o delle maggiori città francesi.
Per continuare a svolgere la propria funzione, l'argot deve subire continuamente un processo di rinnovamento, in particolare per quanto riguarda il lessico: molte parole sono passate dall'argot al francese corrente e in commercio si possono trovare dei dizionari di argot, che ne annullano dunque l'efficacia. Per questo motivo, le traduzioni per parole come denaro, donna o fare l'amore sono innumerevoli.
L'utilizzo dell'argot, come dello slang, rappresenta un modo di affrontare i tabù comuni: il linguaggio corrente tende a non evocare certe realtà esplicitamente. Gli argot sono quindi molto ricchi di termini riguandanti temi come il sesso, la violenza, il crimine e la droga.

## Storia

### Origini
(Marcel Proust, La parte di Guermantes)
In origine, con il termine argot s'indicavano le parlate della malavita o dei militari. In seguito si sono sviluppati argot anche in altri gruppi sociali e in ogni quartiere, quindi ogni ambiente possiede il suo argot.
Il concetto appare in Francia nel XIII secolo, con il nome di jargon (cioè gergo).
Una delle prime apparizioni dell'argot all'interno di un testo letterario risale al XV secolo, grazie a François Villon e alle sue ballate inserite nel Coquillards, che narravano di mascalzoni e del loro lessico gergale comprensibile solo grazie alla descrizione degli atti processuali subiti dai malviventi. Da quel momento i riferimenti all'argot si intensificarono, basti pensare al dizionarietto intitolato Vie généreuse des Mercelotz, Gueuz, et Boesmiens del 1596, scritto da un autore che si firmò con lo pseudonimo di Pechon de Reuby, enfant esveillé ("Figlio di facchino, sveglio ladro apprendista").

Grande importanza ebbe un'altra delle prime apparizioni del termine argot, nel 1628, con l'opera pubblicata da Olivier Chéreau, lanaiolo di Tours: Le jargon ou Langage de l'argot déformé, e solo allora argot perse la definizione univoca di gergo della malavita.

### Diffusione letteraria
La letteratura francese dei secoli successivi diffuse soprattutto l'argot parigino, attraverso le opere di Victor Hugo, Honoré de Balzac, Émile Zola e molti altri.
L'argot parigino restò molto vivace nella capitale fino agli anni cinquanta; il romanziere Louis-Ferdinand Céline l'usò per i suoi testi fino al 1961, anno della sua morte.

### Evoluzione contemporanea
L'evoluzione sociologica della popolazione parigina è la causa principale della sua decadenza. Lo jargot, cioè l'argot comune, è un registro espressivo familiare derivato dall'argot, ma che ha perduto le funzioni criptiche e di appartenenza al gruppo: le parole in argot vengono usate quasi per gioco, utilizzando espressioni che non sono più state usate dal gruppo sociale che le ha create da quando il significato è diventato noto ai terzi. Attualmente un lessico che deriva dall'argot viene usato per sua stessa ammissione da Daniel Pennac.
I principali innovatori dell'argot sono i giovani adolescenti che abitano le cités (complessi residenziali di periferia edificati negli anni settanta), nelle periferie di grandi città come Parigi o Marsiglia.
In questi quartieri risiedono comunità di origine magrebina, i cui figli sono nati in Francia: questo spiega come molti neologismi in argot derivino da lingue straniere come l'arabo, le lingue africane e spesso anche l'inglese.

## Formazione dell'argot
Per l'elaborazione di un argot, si può ricorrere a differenti mezzi:
- lessicali: sono i più evidenti, tanto che si associa l'argot quasi solamente a un lessico particolare;
- sintattici: di solito d'importanza minore, anche se presenti;
- le altre regole grammaticali, fonetiche non seguono obbligatoriamente quelle del francese corrente, piuttosto sono derivate dal linguaggio familiare o popolare;
- utilizzo di sigle: per esempio TDC da tombé du camion, ovvero "caduto dal camion", che significa rubato;
- prestiti da altre lingue: maboul dall'arabo mahbûl, cioè "matto", oppure parole derivate dal rom, da lingue dell'Africa settentrionale e dell'Asia occidentale o afro-asiatiche in genere.

Alcuni esempi:
- mec (ragazzo)
- gonzesse (ragazza)
- boulot (lavoro)
- flic (poliziotto)
- Paname (Parigi)
- rital (italiano)
- beur (berbero, proveniente dal Maghreb)

## Varianti
Il termine argot può indicare anche i linguaggi "tecnici" adottati dai giovani in diversi contesti: possiamo trovare infatti l'argot delle scuole, che comprende dei termini che si riferiscono alle classi, o agli studenti, ma che variano da un particolare istituto a un altro; o l'argot di internet, delle caserme o di un qualunque altro contesto.

### Verlan
Si tratta di un'evoluzione dell'argot che consiste nell'invertire le sillabe di una parola e in alcuni casi anche di eliderla. È diffuso soprattutto nelle periferie delle grandi città, ma le parole più utilizzate sono comprensibili anche in altri contesti sociali. Ha cominciato a diffondersi alla fine del XX secolo, grazie al rap francese, ma le sue origini sono anteriori.
La parola stessa verlan è formata dall'inversione delle sillabe di à l'en-vers, cioè "al contrario" e in quanto lingua parlata, rispetta raramente l'ortografia delle parole d'origine, partendo più spesso da una ricostruzione fonetica a partire dalla pronuncia. Inoltre, quando una parola è monosillabica, si aggiunge tra le due consonanti eu (pronunciato /œ/). Per quanto riguarda le parole di tre o più sillabe le regole sono più complesse e spesso sono soggettive.
Esempi:
- chelou da louche, poco chiaro, losco;
- zarbi da bizarre, strano;
- keum da mec (che è l'argot di garçon), cioè ragazzo;
- meuf da femme, cioè donna, ragazza;
- ouf da fou, pazzo;
- ace, che deriva da ça.
- laisse béton, da laisse tomber, lascia perdere

L'uso fa apparire parole che sono il verlan di una parola verlan: ad esempio rebeu, da beur, il verlan di arabe, cioè arabo.